# 스카이 블루 (래퍼)
스카일러 오스틴 고디(영어: Skyler Austen Gordy, 1986년 8월 23일 ~ )는 스카이 블루(Sky Blu)라는 예명으로 활동하고 있는 미국의 가수, 래퍼, 댄서, 음악 프로듀서, DJ이다. 삼촌인 레드푸와 함께 LMFAO의 일원으로 활동했다. 할아버지는 모타운 설립자인 베리 고디이다.